# Cyclophora ignotaria
Cyclophora ignotaria är en fjärilsart som beskrevs av Walker 1863. Cyclophora ignotaria ingår i släktet Cyclophora och familjen mätare. Inga underarter finns listade i Catalogue of Life.